# John Flesch
John Patrick Flesch (Ontario, Sudbury, 1953. július 15. –) profi kanadai jégkorongozó.

## Karrier
Komolyabb junior karrierjét a NOJHL-es Sudbury Wolvesban kezdte 1971-ben. A következő évben már a Lake Superior State University-n játszott. Az egyetem után a National Hockey League-es Atlanta Flames draftolta az 1973-as NHL-amatőr drafton az 5. kör 69. helyén. Ebben az évben szintén draftolta őt a World Hockey Associationban szereplő Minnesota Fighting Saints a 72. helyen. Ám sosem játszott ebben a ligában. Felnőtt pályafutását a CHL-es Omaha Knightsban kezdte 1973-ban. A következő évben a Minnesota North Starsban kapott játéklehetőséget. 1975-ben az NHL mellett játszott még az AHL-es New Haven Nighthawksban is. 1976–1977-ben csak az IHL-es Columbus Owls-ban volt kerettag. A következő szezonban 29 mérkőzésre a Pittsburgh Penguins-be került, majd leküldték az IHL-es Dayton/Grand Rapids Owlsba. Ezután még játszott Grand Rapids Owlsban és 1979-ben 5 mérkőzésre esélyt kapott, hogy játsszon a Colorado Rockiesban. Innentől kezdve csak IHL-es csapatokban szerepelt. Először ismét a Grand Rapids Owlsban, majd négy szezont a Milwaukee Admiralsban és újabb kettőt a Kalamazoo Wingsben. 1986-ban vonult vissza.

## Díjai
- IHL Első All-Star Csapat: 1982
- IHL Második All-Star Csapat: 1979